# Nouvelle église Saint-Anne de Goyave
La nouvelle église Saint-Anne de Goyave est une église catholique française située à Goyave en Guadeloupe.

## Description
L'appel d'offre est remporté par la SEMAG (Société d'Économie Mixte d'Aménagement de la Guadeloupe). Le coût de la construction est de 2.2 millions d'€. L'église est bâtie sur un morne qui domine toute la ville de Goyave. Elle est elle-même dominée par une grande croix blanche.

## Histoire

### L'ancienne église

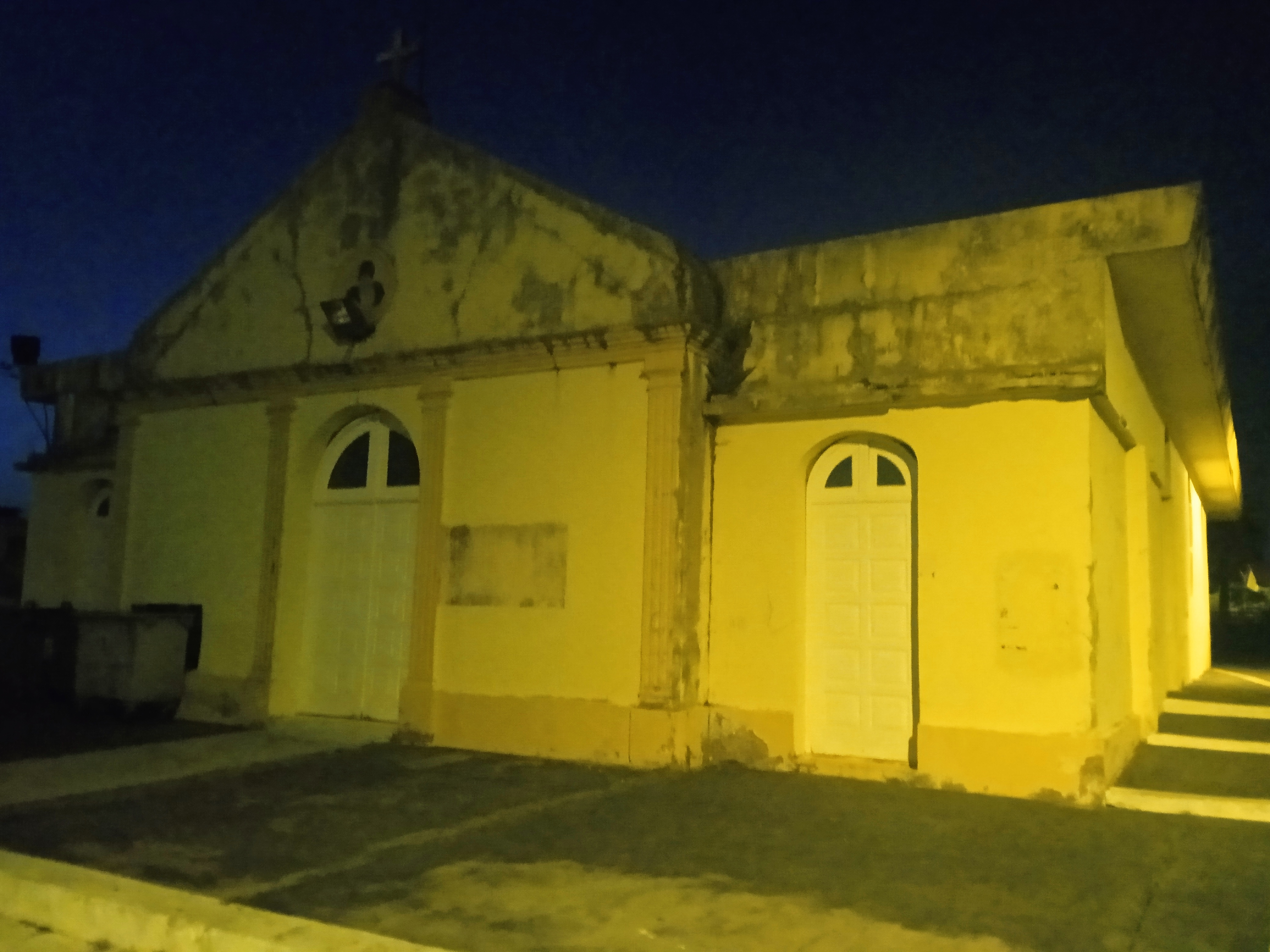
Ancienne église Saint-Anne de Goyave.

Un premier édifice religieux est construit en bois au début du XVIIIe siècle mais il est détruit par un cyclone en 1738. Remplacé par un bâtiment en pierre, celui-ci est détruit par le feu lors d'une révolte en 1802. Reconstruite en 1828, l'église est ravagée par un tremblement de terre en 1843 puis détruite par le séisme du 16 mai 1851. Enfin, en 1861, est construite l'église actuelle dans un style néo-classique.
Le bâtiment est agrandi à diverses reprises et réparé. D'origine il reste la façade dotée de pilastres, la corniche moulurée et le fronton.

### La nouvelle église
L'église est construite sur le site de l'ancien presbytère. Elle est accompagnée d'une salle paroissiale et d'un presbytère. Les travaux commence début 2019 pour un édifice devant occuper une superficie de 476 m2.
Elle est inaugurée le 5 août 2022, et est bénie par David Macaire, administrateur apostolique de Guadeloupe.

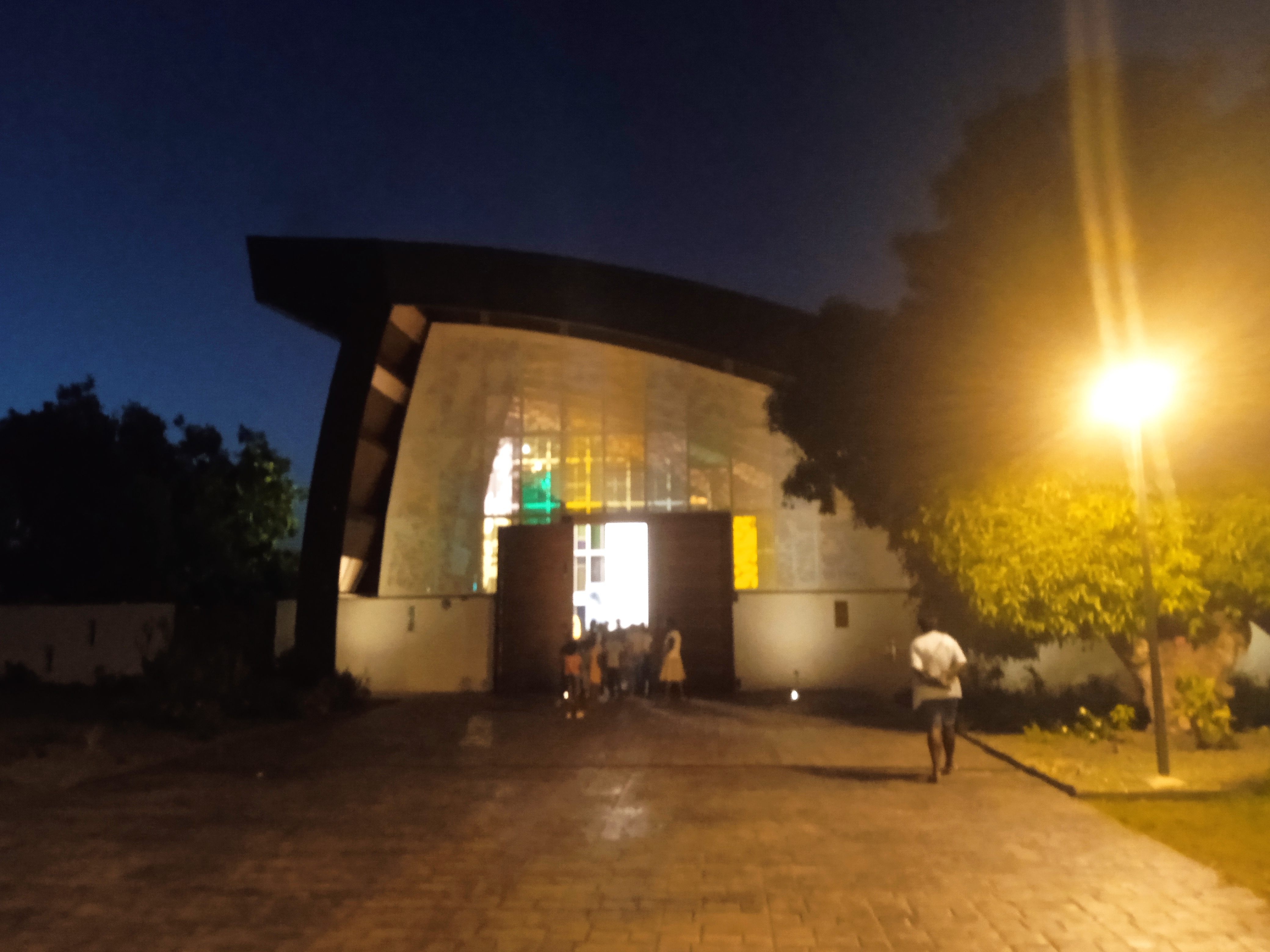
Nouvelle église Saint-Anne de Goyave de nuit, façade du parvis.
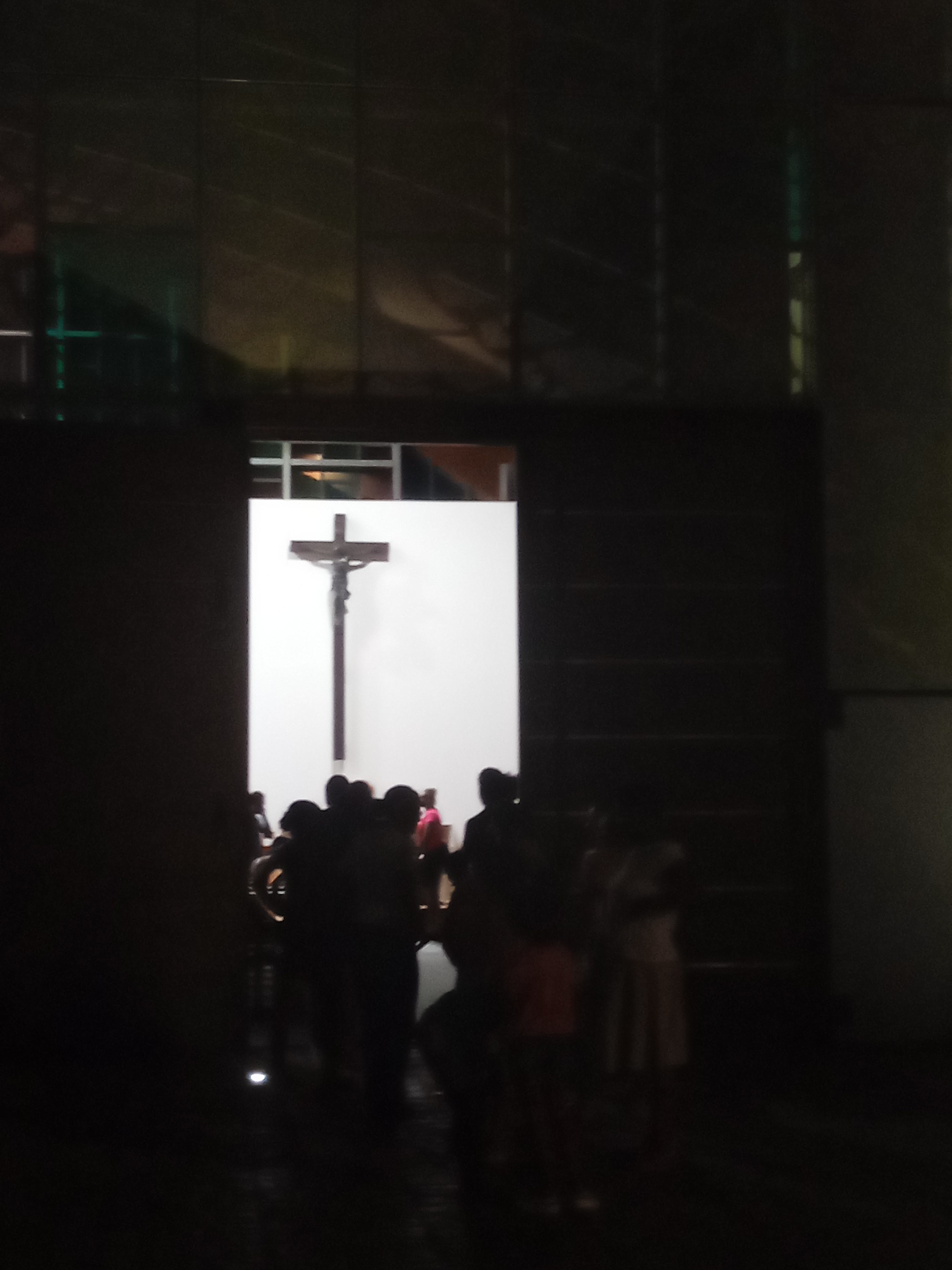
Entrée de la nouvelle église Saint-Anne de Goyave.
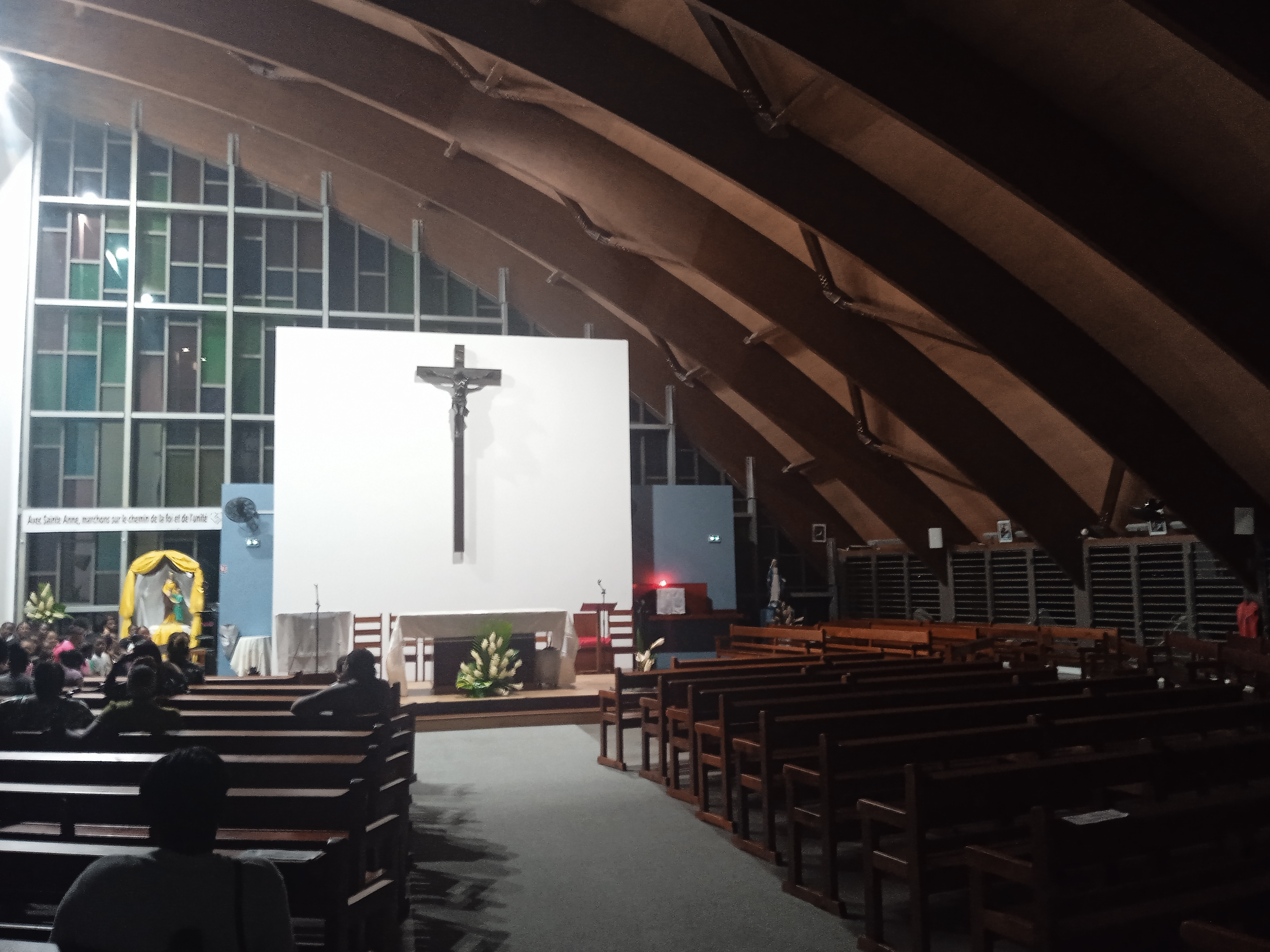
Intérieur de la nouvelle église Sainte-Anne de Goyave.
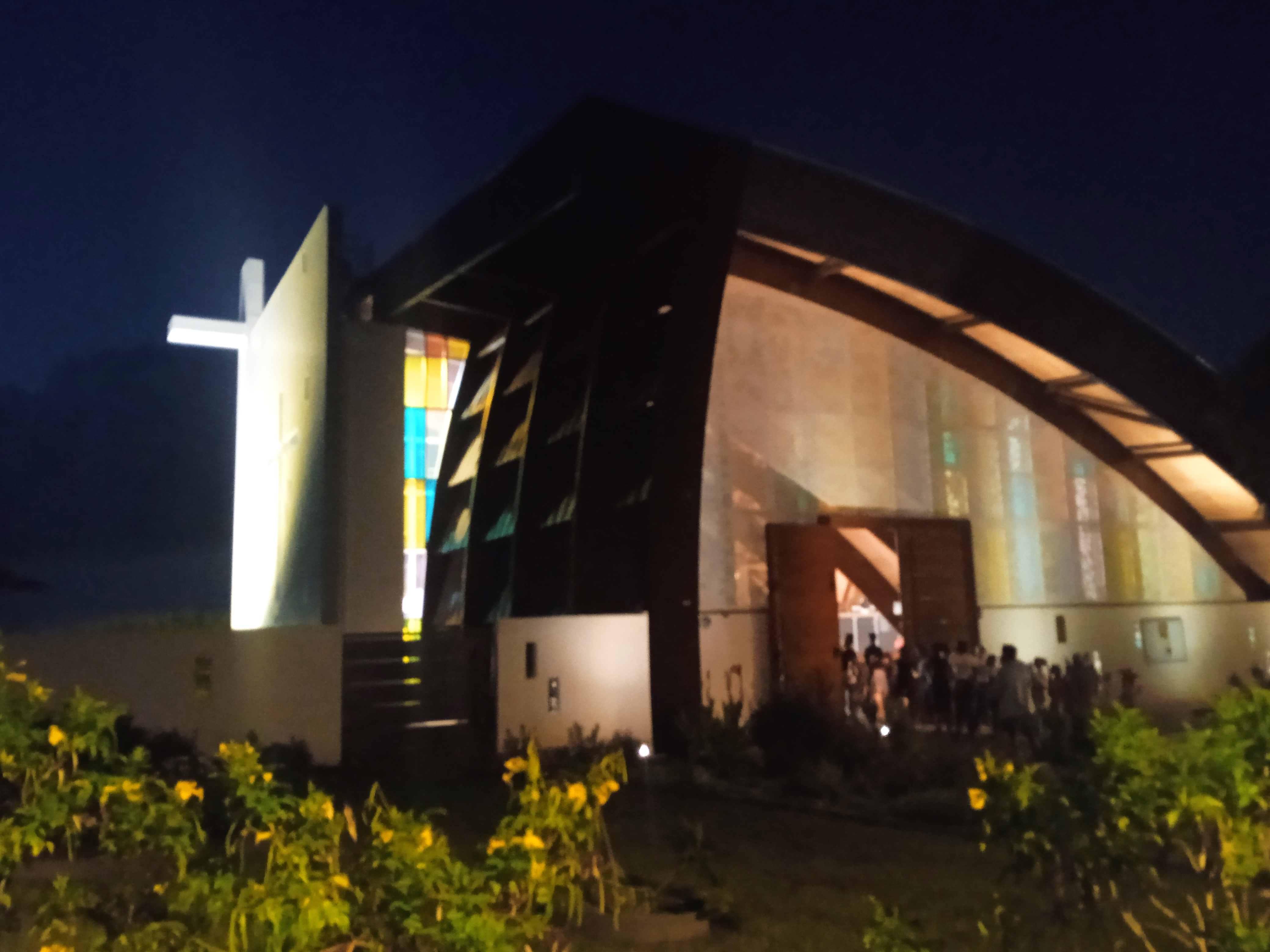
Parvis de la nouvelle église Sainte-Anne de Goyave.
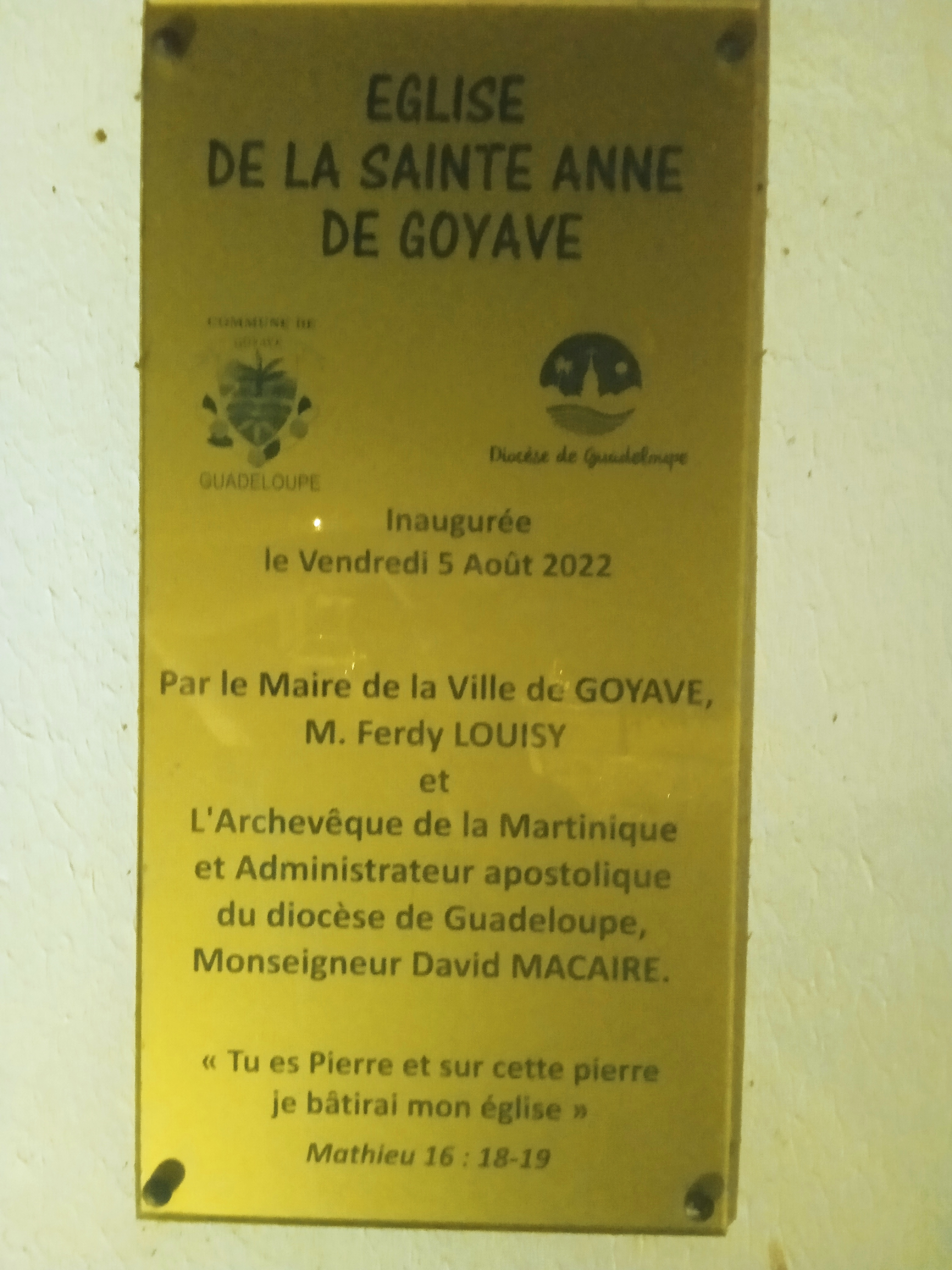
Plaque inaugurale.